# 遠藤桐
遠藤 桐（えんどう きり、1997年4月12日 - ）は、日本の元女子バスケットボール選手である。ポジションはシューティングガード。

## 来歴
桜花学園高校ではインターハイと国体優勝。3年次には主将を務め、ウインターカップでは準決勝で脳震盪で一度倒れるも勝利したが、決勝で敗れ準優勝。年代別日本代表にも選出。
卒業後はアイシン・エィ・ダブリュ（当時）に入社。
2021-22シーズンは1試合平均10.47得点のキャリアハイをマークしたが、繰り返し発症される脳震盪のため現役引退。2022年5月に行われたWリーグオールスターがラストゲームとなった。

## 所属歴
- 桜花学園高校
- アイシン（2016年～2022年）

## 日本代表歴
- 2013年U16アジアカップ
- 2014年U17ワールドカップ